# Centralni bantu jezici zone S
Centralni bantu jezici zone S skupina od (26) centralnih bantu jezika iz Mozambika, Zimbabvea, Bocvane, Južnoafričke Republike i Zambije (1 predstavnik), to su:
a. Chopi (S.60) (2): chopi, tonga;
b. Nguni (S.40) (4): ndebele, swati, xhosa, zulu;
c. Shona (S.10) (8): dema, kalanga, manyika, nambya, ndau, shona, tawara, tewe;
d. Sotho-Tswana (S.30) (8): 
d1. Kgalagadi (1): kgalagadi;
d2. Sotho (4): 
a. sjeverni/Northern (2):ndebele, (sjeverni sotho);
b. Južni/Southern (1): sotho (južni sotho),
birwa,
d3. Tswana (1): tswana;
lozi;
tswapong;
e. Tswa-Ronga (S.50)) (3): ronga, tsonga, tswa;
f. Venda (S.20) (1): venda.

## Suvremena klasifikacija
- Copi (S.61) (1)
  - Chopi [cce] (Mozambik)
- Copi (S.62) (1)
  - Tonga [toh] (Mozambik)
- Nguni (S.407) (1)
  - Ndebele [nbl] (Južnoafrička Republika)
- Nguni (S.41) (1)
  - Xhosa [xho] (Južnoafrička Republika)
- Nguni (S.42) (1)
  - Zulu [zul] (Južnoafrička Republika)
- Nguni (S.43) (1)
  - Swati [ssw] (Esvatini)
- Nguni (S.44) (1)
  - Ndebele [nde] (Zimbabve)
- Shona (S.10) (2)
  - Dema [dmx] (Mozambik)
  - Shona [sna] (Zimbabve)
- Shona (S.11) (1)
  - Tawara [twl] (Mozambik)
- Shona (S.13) (2)
  - Manyika [mxc] (Zimbabve)
  - Tewe [twx] (Mozambik)
- Shona (S.15) (1)
  - Ndau [ndc] (Mozambik)
- Shona (S.16) (2)
  - Kalanga [kck] (Zimbabve)
  - Nambya [nmq] (Zimbabve)
- Sotho-Tswana (S.31) (1)
  - Tswana [tsn] (Bocvana)
- Sotho-Tswana (S.311) (1)
  - Kgalagadi [xkv] (Bocvana)
- Sotho-Tswana (S.32) (3)
  - Birwa [brl] (Bocvana)
  - Sotho, sjeverni [nso] (Južnoafrička Republika)
  - Tswapong [two] (Bocvana)
- Sotho-Tswana (S.33) (1)
  - Sotho, južni [sot] (Lesoto)
- Tswa-Rhonga (S.51) (1)
  - Tswa [tsc] (Mozambik)
- Tswa-Rhonga (S.53) (1)
  - Tsonga [tso] (Južnoafrička Republika)
- Tswa-Rhonga (S.54) (1)
  - Ronga [rng] (Mozambik)
- Venda (S.21) (1)
  - Venda [ven] (Južnoafrička Republika)

## Vanjske poveznice
- Ethnologue (14th)  Arhivirana inačica izvorne stranice od 5. ožujka 2016. (Wayback Machine)
- Ethnologue (15th)
- Ethnologue (16th)